# Bévenais
Bévenais ist eine französische Gemeinde mit 1.042 Einwohnern (Stand: 1. Januar 2022) im Département Isère in der Region Auvergne-Rhône-Alpes; sie gehört administrativ zum Arrondissement La Tour-du-Pin und ist Teil des Kantons Le Grand-Lemps. Die Einwohner werden Bévenaitins genannt.

## Geografie
Bévenais befindet sich etwa 59 Kilometer südöstlich von Lyon und etwa 35 Kilometer nordwestlich von Grenoble. Umgeben wird Bévenais von den Nachbargemeinden Longechenal im Norden und Nordwesten, Le Grand-Lemps im Norden und Osten, Sillans im Süden sowie La Frette im Westen.

## Bevölkerungsentwicklung
| Jahr                       | 1962 | 1968 | 1975 | 1982 | 1990 | 1999 | 2006 | 2017 |
| -------------------------- | ---- | ---- | ---- | ---- | ---- | ---- | ---- | ---- |
| Einwohner                  | 491  | 456  | 435  | 598  | 628  | 641  | 813  | 1008 |
| Quellen: Cassini und INSEE |      |      |      |      |      |      |      |      |

## Sehenswürdigkeiten

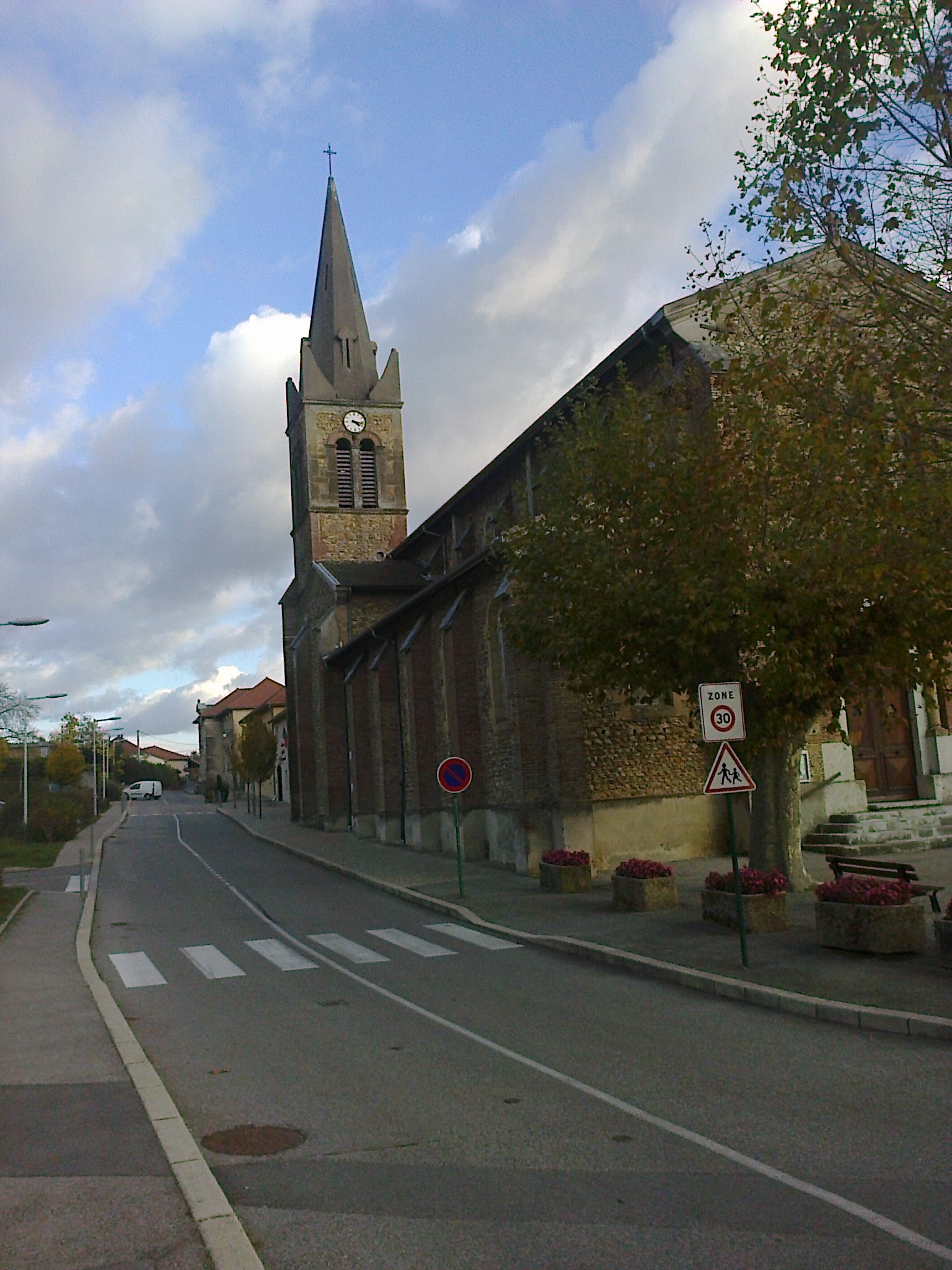
Kirche Saint-Marcellin

- Kirche Saint-Marcellin aus dem 19. Jahrhundert
- Kapelle Notre-Dame de la Salette aus dem Jahre 1853